# Livingston Open
Il Livingston Open è stato un torneo di tennis facente parte del Grand Prix giocato dal 1984 al 1989 a Livingston negli Stati Uniti sui campi in cemento del Newark Academy.

## Albo d'oro

### Singolare
| Anno | Vincitore    | Finalista         | Punteggio     |
| ---- | ------------ | ----------------- | ------------- |
| 1984 | Johan Kriek  | Michael Westphal  | 6–2, 6–4      |
| 1985 | Brad Gilbert | Brian Teacher     | 4–6, 7–5, 6–0 |
| 1986 | Brad Gilbert | Mike Leach        | 6–2, 6–2      |
| 1987 | Johan Kriek  | Christian Saceanu | 7–6, 3–6, 6–2 |
| 1988 | Andre Agassi | Jeff Tarango      | 6–2, 6–4      |
| 1989 | Brad Gilbert | Jason Stoltenberg | 6–4, 6–4      |

### Doppio
| Anno | Vincitori                     | Finalisti                          | Punteggio     |
| ---- | ----------------------------- | ---------------------------------- | ------------- |
| 1984 | Scott Davis Ben Testerman     | Paul Annacone Glenn Michibata      | 6–4, 6–4      |
| 1985 | Mike De Palmer Peter Doohan   | Eddie Edwards Danie Visser         | 6–3, 6–4      |
| 1986 | Bob Green Wally Masur         | Sammy Giammalva Jr. Greg Holmes    | 5–7, 6–4, 6–4 |
| 1987 | Gary Donnelly Greg Holmes     | Ken Flach Robert Seguso            | 7–6, 6–3      |
| 1988 | Grant Connell Glenn Michibata | Marc Flur Sammy Giammalva Jr.      | 2–6, 6–4, 7–5 |
| 1989 | Tim Pawsat Tim Wilkison       | Kelly Evernden Sammy Giammalva Jr. | 7–5, 6–3      |